# Bronze Star Medal
Bronze Star Medal (bronsstjärnan) är en amerikansk medalj för samtliga försvarsgrenar i USA:s militär som delats ut sedan 1944. 

## Funktion
Medaljen kan delas ut till amerikanska militärer, främmande staters militärer som tjänstgör tillsammans med amerikanska, samt till civilpersoner som åtföljer amerikanska förband i fält. Journalisten Joseph L. Galloway är ett exempel på en mottagare ur den sistnämnda kategorin då han erhöll medaljen för sin insats vid slaget vid Ia Drang under Vietnamkriget.
Medaljen ges för förtjänstfull insats i strid. Bronze Star delas ut i presidentens namn av respektive försvarsgrensminister: armeministern, marinministern, flygvapenministern samt inrikessäkerhetsministern (USA:s kustbevakning).
När medaljen delas ut med ett påsatt metallbokstav V (för Valor) är det än mer statusfyllt, eftersom det innebär att innehavare fick den för just hjältemod eller tapperhet i strid.

## Se även

Släpspänne med ett "V" i metall som står för att medaljen erhölls för tapperhet i strid.